# Nati nel 1421
| Questa pagina contiene informazioni ricavate automaticamente dalle voci biografiche con l'ausilio del template Bio e di un bot. L'aggiornamento è periodico e automatico e ricostruisce completamente la pagina. Se manca una persona in questa lista, sei pregato di non aggiungerla, ma accertati piuttosto che la sua voce biografica contenga il template Bio e che i dati anagrafici siano correttamente compilati. Se il template Bio manca, inseriscilo tu stesso o, in alternativa, metti l'avviso {{tmp\|Bio}} che ne segnala la mancanza. Se i dati riportati sono sbagliati, correggi direttamente la voce biografica; le modifiche saranno visibili in questa lista entro pochi giorni. Per chiarimenti vedi il progetto biografie. La lista contiene solo le 23 persone che sono citate nell'enciclopedia e per le quali è stato implementato correttamente il template Bio. Pagina aggiornata al 27 gen 2025. |

- 9 marzo - Francesco Sassetti, banchiere italiano († 1490)
- 29 maggio - Carlo di Viana, sovrano († 1461)
- 31 maggio - Gianlucido Gonzaga, nobile e religioso italiano († 1448)
- 3 giugno - Giovanni di Cosimo de' Medici, banchiere italiano († 1463)
- 16 luglio - Pigello Portinari, banchiere e imprenditore italiano († 1468)
- 25 luglio - Henry Percy, III conte di Northumberland, nobile britannico († 1461)
- 1º settembre - Carlo da Montone, nobile e condottiero italiano († 1479)
- 6 dicembre - Enrico VI d'Inghilterra, politico britannico († 1471)
- Andrea del Castagno, pittore italiano († 1457)
- Ansano di Andrea di Bartolo, pittore italiano († 1491)
- Jean Balue, cardinale e vescovo cattolico francese († 1491)
- Bernardino da Fossa, francescano e scrittore italiano († 1503)
- Caterina di Sassonia, nobile († 1476)
- Francesco Contarini, politico, diplomatico e umanista italiano
- Thomas FitzGerald, VII conte di Kildare, nobile e politico irlandese († 1478)
- John Howard, I duca di Norfolk, nobile inglese († 1485)
- Vasilij Jur'evič Kosoj, principe russo († 1448)
- Juan Margarit i Pau, cardinale e vescovo cattolico spagnolo († 1484)
- Lucas Moser, pittore tedesco († 1492)
- Bartolomeo Sacchi, umanista e gastronomo italiano († 1481)
- Vespasiano da Bisticci, scrittore e umanista italiano († 1498)
- Antonio di Borgogna, funzionario francese († 1504)
- Ahmad b. Majid al-Najdi, navigatore omanita († 1500)